# Метцкес, Харальд
Харальд Метцкес (нем. Harald Metzkes; род. 23 января 1929, Баутцен) — немецкий живописец и график. Академик Академии искусств ГДР (1986). Лауреат Национальной премии ГДР (1977).

## Биография
Харальд Метцкес родился 23 января 1929 года в Баутцене в семье врача.
В 1945 году проходил военную службу.
В 1946 году он закончил Высшую школе Баутцена. В то же время увлекся живописью.
В 1946 году брал уроки у художника Альфреда Херцога.
В 1947—1949 годы учился на каменщика у Макса Роте в Баутцене.
В 1949—1953 годах учился в Дрезденской академии изящных искусств у профессоров Вильгельма Лахнита и Рудольфа Бергандера.
В 1955—1958 годы учился в творческой мастерской у академика Отто Нагеля в Академии искусств ГДР. В 1957 году побывал в Китае.
В 1963 году состоялась его первая персональная выставка в Берлине.
В 1966 году Национальная галерея Берлина приобрела несколько работ Метцкеса.
В 1977 году в Национальной галерее Берлина прошла персональная выставка к 20 летию творческой деятельности.
В 1984 году Мецкес принял участие в Венецианской биеннале.
В 1986 году избран действительным членом Академии искусств ГДР.
В 2019—2020 годы состоялся ряд выставок к 90-летию художника.

## Личная жизнь
Харальд Мецкес с 1992 года живет в Альтландсберге под Берлином.
Был женат на художнице по текстилю Элрид Мецкес (ум. 20 ноября 2014 года). Имеет троих детей: сын скульптор Роберт Мецкес, дочь скульптор Верена Ханн-Мецкес и сын Вальтер.

## Основные произведения

### Живопись
- 1950-е:
  - «Таксидермический стол», Музей Баутцена
  - «Натюрморт с акулой», Национальная галерея Берлина
  - «Девушка в платке», Городской музей Берлина
  - «Политехнические уроки», Городской музей Франкфурта-на-Одере

- 1960-е:
  - «Конный сад», Национальная галерея Берлина
  - «Чайка и рыба», Национальная галерея Берлина
  - «Парнас», Частное собрание
  - «Автопортрет зимой», Частное собрание

- 1970-е:
  - «Семейный портрет», Национальная галерея Берлина
  - «Памяти Вильгельма Лахнита», Национальная галерея Берлина
  - «Самсон разрушает храм», Частное собрание
  - «Берлинки»

- 1980-е:
  - «Установление весны», Частное собрание
  - «Два канатоходца», Частное собрание
  - «Футбольный энтузиазм», Частное собрание
  - «Отлучение от груди», Частное собрание

- 1990-е:
  - «Край арены», Частное собрание
  - «Падающий город», Частное собрание
  - «Стойка на руках», Частное собрание
  - «Белые флаги», Частное собрание
  - «Ангел и дьявол в Берлине», Частное собрание

- 2000-е:
  - «Элрид, я и чай», Частное собрание
  - «Маленький скрипач», Частное собрание

- 2010-е:
  - «Ах, ты в своем белом платье» (по Ф. Вийону), Частное собрание
  - «Политехническая комедия с антипролетарским ночным шагом», Частное собрание
  - «Два яблока, две груши, два поддона», Частное собрание
  - «Инжир и груши», Частное собрание

- 2020-е:
  - «Мистер Х. в зените», Частное собрание
  - «Попытка побега 2», Частное собрание

### Графика
- «В мастерской», литография, 1966, Государственный Эрмитаж[2]
- «Натюрморт с букетом», офорт, 1970, Государственный Эрмитаж[3]
- «Ночная драка», литография, 1978, Государственный Эрмитаж[4]
- «Обнаженная и два Арлекина», офорт, 1980-е, Государственный Эрмитаж[5]
- «Прославление музыки», офорт, 1988, Государственный Эрмитаж[6]

### Книжные иллюстрации
- Владимир Познер : «Очарованные». Издательство «Люди и мир», 1961.
- Марино Моретти : «Мошенник». Люди и мир, Берлин, 1964.
- Уильям Хайнесен : «Зачарованный свет». Люди и мир, Берлин, 1966.
- Пьер Паоло Пазолини : «Мечта о вещи». Медуза, Берлин, 1968 год.
- Тадеуш Розевич : «Лица и маски». стихи. Люди и мир, 1969
- Франц Фюманн : «Жонглер в кино, или Остров грез». Hinstorff Verlag, Росток, 1970.
- Румпельштильцхен — сказка братьев Гримм , Детское издательство, Берлин, 1970.
- Паскаль Лейн : «Кружевница». Книжный клуб 65, Берлин, 1974.
- Криста Вольф : «Унтер-ден-Линден — Три невероятные истории». Строительное издательство, Берлин, 1976.
- 50 новелл итальянского Возрождения. Verlag Rütten & Loening, Берлин, 1977 г.
- Герман Бэнг : «Серый дом», «Белый дом». Hinstorff Verlag, Росток, 1977 г.
- Олшас Суйменов: «По азимуту кочевников. стихи». Люди и мир, Берлин, 1981.
- Август Стриндберг : «Жители Хемслё». Хинсторфф, Росток, 1983 г.
- Раш Кэп и другие саги. Сказки и фарсы из Великобритании. Издательство детских книг, Берлин, 1984.
- Клаус Шлезингер : Берлинская мечта. Пять историй. Хинсторф, Росток, 1988 г.
- Фриц Рудольф Фрайс : Осенние дни в Нидербарниме. стихи. Строительство, Берлин, 1988 г.
- Ульрих Пленцдорф : «Новые страдания молодого В.». Verlag Faber & Faber, 1996.

## Награды
- 1977 — Национальная премия ГДР
- 1976 — Орден «Знамя Труда» (ГДР)
- 1976 — Премия Кете Кольвиц
- 2007 — Премия Ханны Хёх
- 2012 — Бранденбургская художественная премия